# 8-я Герцеговинская моторизованная бригада
8-я Герцеговинская моторизованная бригада (серб. Осма Херцеговачка моторизована бригада) — моторизованная бригада Войска Республики Сербской, состоявшая в Герцеговинском корпусе.

## Краткая история
Образована 16 июня 1992 года на Чобановом поле в Подвележе. Предшественником бригады являлась 10-я моторизованная бригада ЮНА. Укомплектована добровольцами из общин Невесине и Мостар, а также боснийскими сербами из долины реки Неретва. Зона ответственности бригады — четырёхугольная территория в общинах Мостар, Коньиц, Невесине и Столац. Защищала Восточную Герцеговину.
В составе бригады были 5 мотострелковых батальонов, штабные и вспомогательные части. Артиллерийскую часть бригады составляли бронетанковый батальон и силы ПВО. Также в бригаде служили «Билечские добровольцы» Раде Радовича. Личный состав — это старшие офицеры запаса, младшие офицеры и призывники ЮНА. Первым командиром был Новица Гушич, его преемником стал Зоран Пуркович.
Бригада участвовала в Боснийской войне, дважды обороняя Невесине и просторы Восточной Герцеговины во время первого Митровданского наступления АРБиГ, а также во время операции «Осень».